# Garay János (költő)

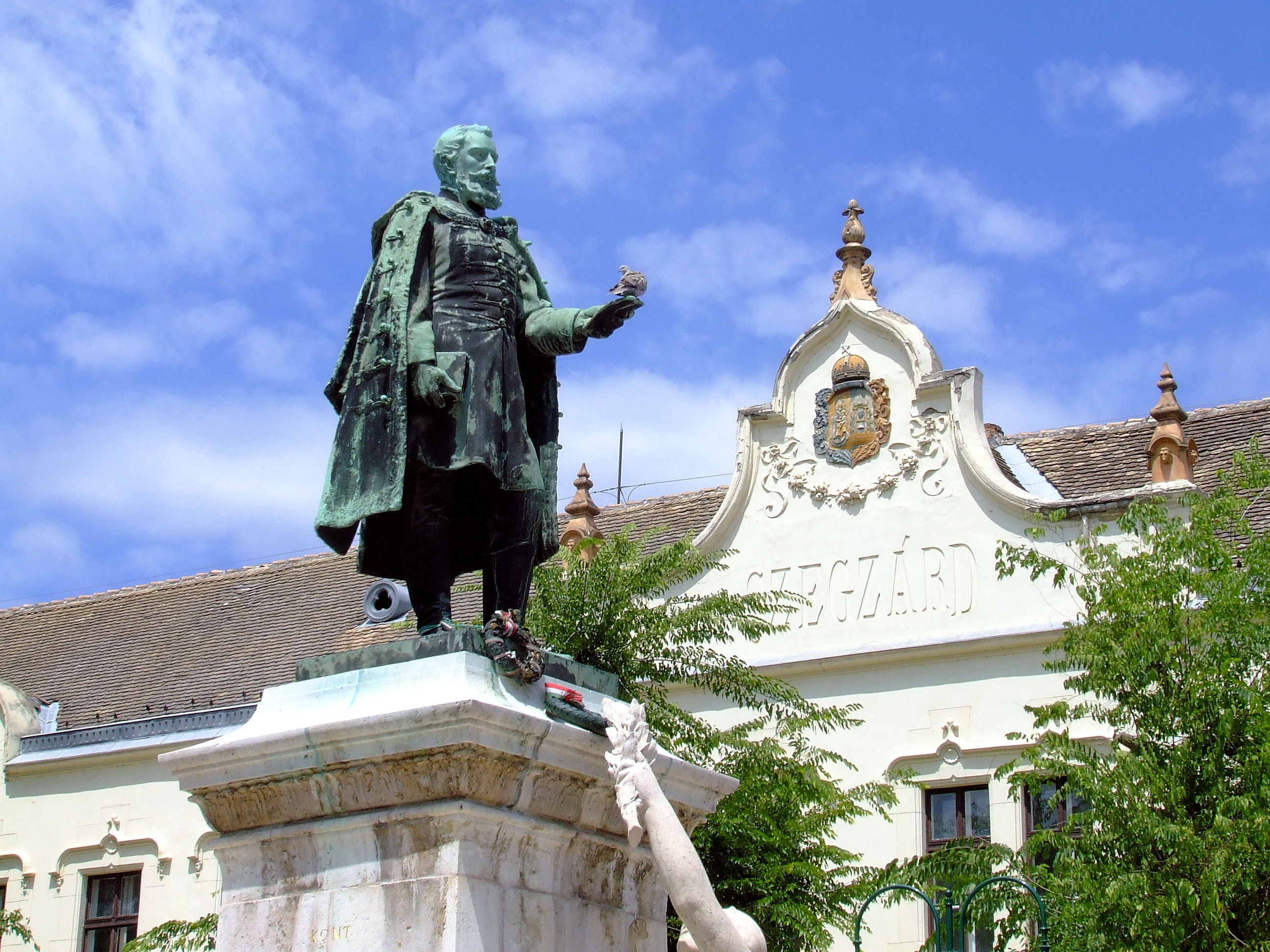
Garay János szobra Szekszárdon

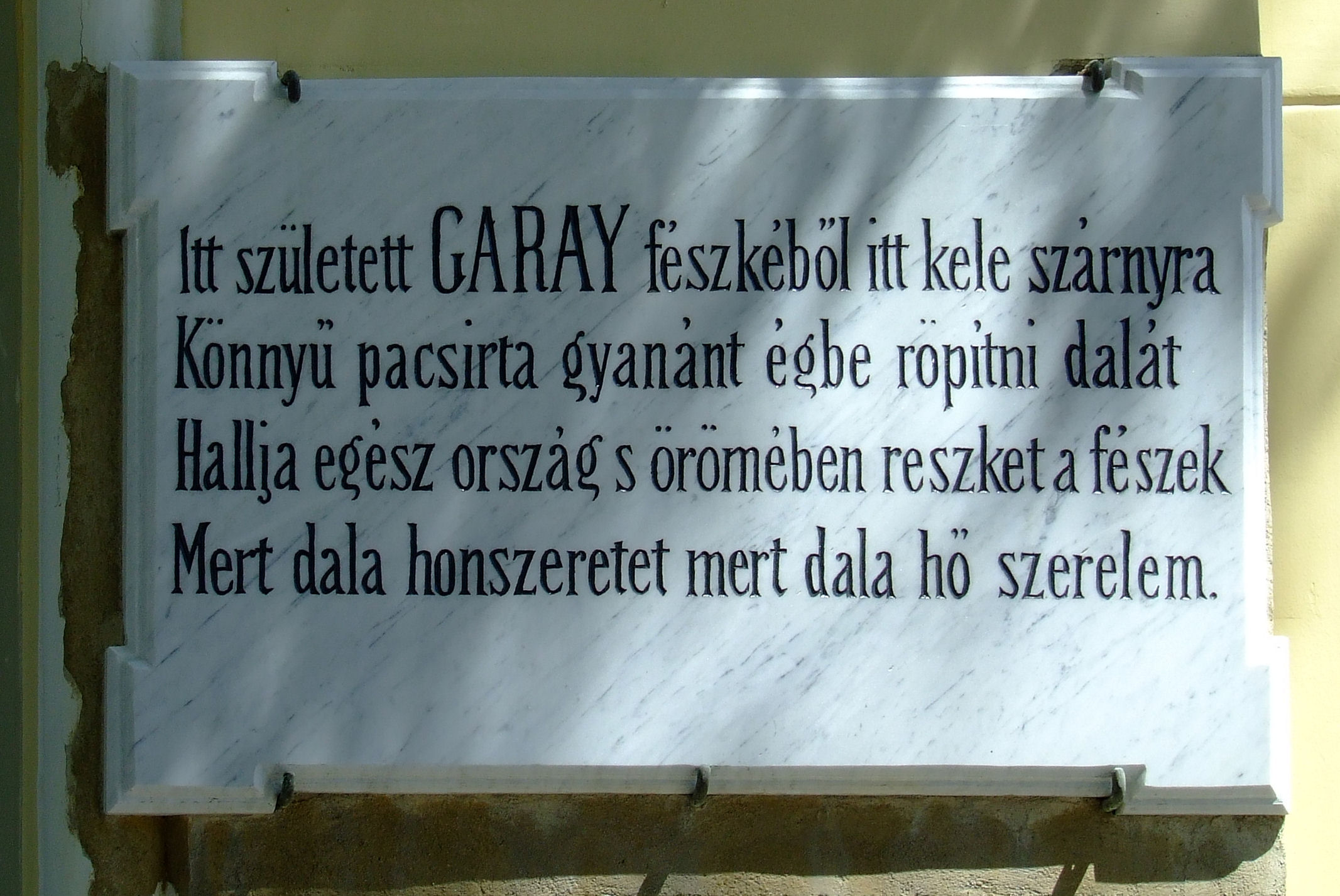
Emléktábla a Garay János szülőházának helyén álló épületen. Várady Antal disztichonja (1881)

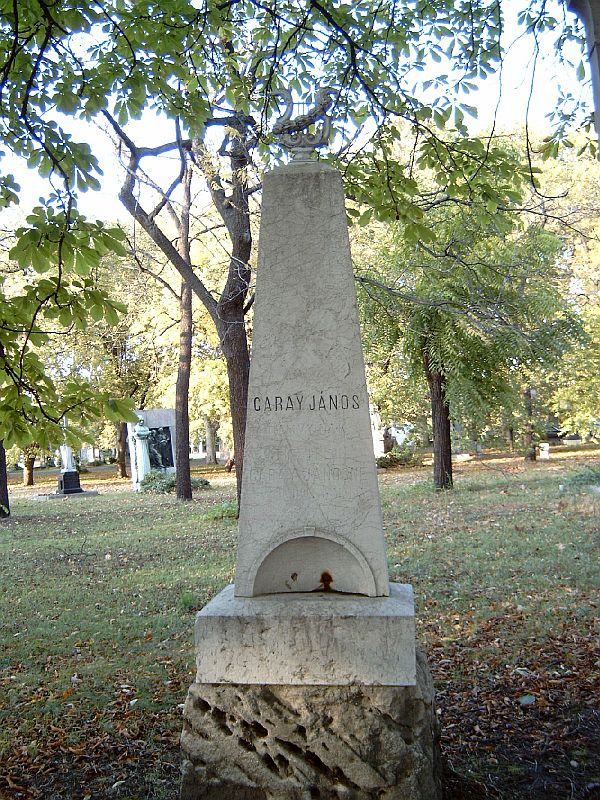
Garay János sírja Budapesten. Kerepesi temető: 29/1-1-38. A Gerenday-cég kivitelezésében

Garay János (Szekszárd, 1812. október 10. – Pest, 1853. november 5.) magyar költő, író, újságíró, a Magyar Tudós Társaság – 1840 utáni nevén Magyar Tudományos Akadémia – levelező tagja (1839).

## Életpályája
Apja kereskedő, árvaszéki teendőkkel megbízott, köztiszteletben álló szekszárdi polgár volt. Anyja Valter Ilona tizenkét gyermeknek adott életet. Testvére Garay Alajos plébános és ugyancsak költő.
Elemi iskoláit és az első latin osztályt szülőhelyén, a többi osztályokat 1823 és 1828 között Pécsett (a későbbi Nagy Lajos Gimnáziumban) és (1829-től) a bölcseleti tudományok hallgatásával a pesti egyetemen végezte. Ezután nagyrészt az irodalommal foglalkozott.
1833-tól Mátrai (Rotkrepf) Gábor Regélő című, továbbá a Honművész című lapok segédszerkesztője volt. E két lapba írt történeti cikkeket, verset, novellát, tárcát, útirajzot, hírlapi újdonságot, színikritikákat, sőt adomákat, talányokat és rejtvényeket is. 1836 januárjában egy pesti kereskedő leányát, Pap Mártát vette nőül, aki azonban fél év múlva meghalt. Írt cikkeket a Wigand-féle Esmeretek Tárába és fordított a Tudomány Tár számára is.
1835-ben társult Gaál József, Vajda Péter, Tóth Lőrinc és Szigligeti Ede írókkal, hogy eredeti színműveket szerezzenek, s az eredményül kiadott drámagyűjtemény II. kötetében meg is jelent Árbócz c. színműve. 1837. november 29-én Babocsay Máriával kelt második házasságra. Az év végén Pozsonyba kellett mennie, hogy 1838 elejétől elfoglalja új állását Orosz József Hírnök című politikai lapjának szerkesztőségében. Habár e lapnál csakis a külföldi hírek fordításával foglalkozott, mégis annak politikai irányával saját meggyőződése nem fért össze, így e laptól csakhamar megvált. Már 1839-ben visszatért Pestre és a Jelenkor számára fordított külföldi politikai híreket, néha tárcákat is írt a lapba egészen 1844 végéig, amikor a Budapesti napló c. rovatot és 1845-ben az Életképekben a Hirlapi méh c. szemlét vezette.
1839. november 23-án az MTA levelező tagjai közé választotta, 1842. január 22-étől pedig a Kisfaludy Társaság tisztelte meg tagsággal, ahol Toldy Ferenc július 30-án intézte hozzá bevezető beszédét. Erdélyi János a társaság titkára 1844-ben külföldre távozott, s ekkor helyettes titkárrá Garayt választották meg, majd 1845. január 28-án rendes segédtitkárrá, mely állásában meg is maradt, míg a társaság működése 1848–49-ben meg nem szűnt.
A költészet iránti vonzalma, már fiatalon megmutatkozott, még pécsi tartózkodása alatt. Sokat olvasott, s legelőször Rajnis magyar Virgilje hatott rá, hexametereket írt és iskolai latin feladatait magyarul is elkészítette. Később főleg Virág Benedek ódáinak befolyása alá került, s inkább a líra felé hajlott. Pécsett kezdett megismerkedni a német irodalommal és költészettel, mely korai lírai költészetére nagy hatással volt. Szépirodalmi tanulmányait Pesten folytatta, ahol buzgón látogatta az egyetemi könyvtárat. Horvát István nyelvészeti előadásai Révai és a magyar nyelv tanulmányozására serkentették, s ekkor Vörösmarty alapján, hőskölteményt írt.
Az 1840-től 1848-ig pezsgő nemzeti élet és a politikai mozgalmak lelkesítő ereje őt is fölvillanyozták, s ekkor írta hazafias „iránykölteményeit”. A népszerű költő, aki több évig kénytelen volt hírlapírással keresni kenyerét, hogy családjának enni adhasson, 1845. július 1-jétől az egyetemi könyvtárnál nyert díjnoki állást, ahol 1846-ban is dolgozott. 1847-ben a magyar irodalomterjesztő társulat jegyzője lett. 1848-ban báró Eötvös József vallás- és közoktatási miniszter a magyar királyi egyetemhez a magyar nyelv és irodalom tanárának nevezte ki. E tisztségben azonban a „harci zaj csakhamar elnémította”. 1849-ben betegeskedése miatt nem menekülhetett el Pestről.
A szabadságharc után Fóton telepedett le. 1850 januárjában Geringer Károly báró, akkori országfőnök, az egyetemi tanács, különösen Virozsil Antal rektor közbenjárásával, az egyetemhez könyvtártisztnek nevezte ki. Ez év nyarán két hónapot töltött az egri fürdőben, de betegsége nem javult: a vaksággal fenyegető szembajához köszvényes bántalmak is járultak, amelyek megtámadták agyát.
Sok szenvedésének vetett véget a halál. Elhunyt 1853. november 5-én délelőtt 10 órakor tüdő-szélhűdésben, életének 41., házasságának 16. évében. Örök nyugalomra helyezték 1853. november 8-án délután a római katolikus egyházi szertartása szerint a Kerepesi úti temetőben.
1855-ben készült el a Gerenday Antal által kivitelezett síremléke, eredetileg a fényezett szürke márványból alkotott karcsú „egyiptomi obeliszk alsó részének fülkéjében könyvek alakjában az elhunyt költő művei voltak följegyezve”, ez ma már nem látható.
„A közrészvét törekedett árván maradt családján segíteni; különösen Pompéry János fáradozott a Garai árvák ügyében és a nemzet nem késett 10.000 forintnyi adakozás által kegyeletének és elismerésének bizonyítékát adni.”

## Irodalmi működése
Vegyes cikkein kívül, ilyenek a Tudományos Gyűjteményben (1833. X. Sárköz), a Tudományos Tárban (1834–35. VII. Az országutak tartós és szilárd kerékvágások általi javításáról vasutak helyett, Liberia néger gyarmat, Angol gyarmatosítások, Ázsiában tett nevezetesebb utazások, Lander újabb utazása a tengeren, Literaturai statistica, VIII. Vándorlás Spanyolország nevezetesebb helyein, németből) sat., melyeket az általa szerkesztett lapokba és más folyóiratokba nagyobb számmal irt, különösen költeményei a következő évkönyvekben és időszaki folyóiratokban jelentek meg: Aurora (szerk. Bajza. XV. XVI. 1835–36.). Rajzolatok (1835. Levél Bécsből, 1837. Az asszonyi szem, Az asszonyi szépség, Virág Benedek életrajza, elbeszélés, 1838. Kirándulás Pestről, és az ujdonsági rovatot írta), Társalkodó (1836. 97. sz. Magyar játékszin), Emlény (1837. 1840–43.), Hajnal (1837–38), Részvét Gyöngyei (1838), Budapesti Árvizkönyv (II. 1839.), Athenaeum (1839–42), Nemzeti Almanach (1841–42). Kliegl-Könyv (1842), Regélő Pesti Divatlap (1842–43. Kisfaludy Sándor életrajza, 1844) Országgyűlési Almanach (1843), Honi Vezér (1843.), M. Életképek (1843), Hahnemann Emléke (1843), Aradi Vészlapok (1844), Életképek (1845–46. 1848), Pesti Divatlap (1844–48), Játékszíni Emlékkönyv (1845), Őrangyal (1845–48), Nemzeti Örömemlék (1846), Ellenőr, politikai zsebkönyv (1847), M. Szépirodalmi Szemle (1847), Honleányok Könyve (1847) Költői Pályaművek (1847. Bosnyák Zsófia, koszorúzott legenda) Országgyűlési Emlék (1848), Pesti Röpívek (1850), Hölgyfutár (1850), Losonczi Phönix (I. 1851) és Családi Lapok (1852), Budapesti Viszhang (1852), Budapesti Hírlap (1853. 32. sz.) a Kisfaludy-társaság Évlapjai (több cikke s nagyobb költeménye IV. 1844). Az igazgató bevezető beszédére mondott válasza, Lyrai költészetünk késő kifejlésének okairól, 1842. július 30-án volt a székfoglalója, Troubadour ballada, VI. 1846. A magyar írók és irodalom Pesten 50 év előtt és most, A magyar színköltészet Apotheosisa, VII. 1849. Frangepán Kristófné, költői beszély. A Kisfaludy-társaság 1847. közgyűlésén Vajda Péter felett tartott emlékbeszédet (mely Összes munkái V. kötetében jelent meg). Az Ujabbkori Ismeretek Tárának is munkatársa volt, melybe, (a gyűjteményemben levő eredeti nyugta szerint az V. kötetbe, a IX. iven) a 2 Kovács-ot, 2 lap 40 sort, tehát Kovács Mihály, akadémiai képírót, és Kovács Sebestyén Endrét, -a. és G. J., a XX. íven Majer István életrajzát írta – aa. jegyek alatt; ezen cikkeiért 15 pfrtot számítva egy ívre, 1852. november 21-én Pákh Albert szerkesztőtől 4 forint 21 korona honoráriumot kapott.

### Műfordításai
- Domonkos vagy uram ne vigy minket a kisértetbe, vígj. 3 felv., ïEpagny és Dupin után francziából ford. és magyar szinre alkalmazta (először előadatott 1835. júl. 29. Dominique az ördög czimborája cz. Budán, azután még egyszer),
- Vasálorcza, színjáték 5 felvonásban. Des Arnould és Fournier után magyar előadásra alkalmazta (előadták először Budán 1835. nov. 28. és 1836. jún. 29., Debrecenben ápr. 16. és 25., Pesten a Nemzeti Színházban 1837. dec. 9., 1839. febr. 5. és szept. 16.);

### Művei

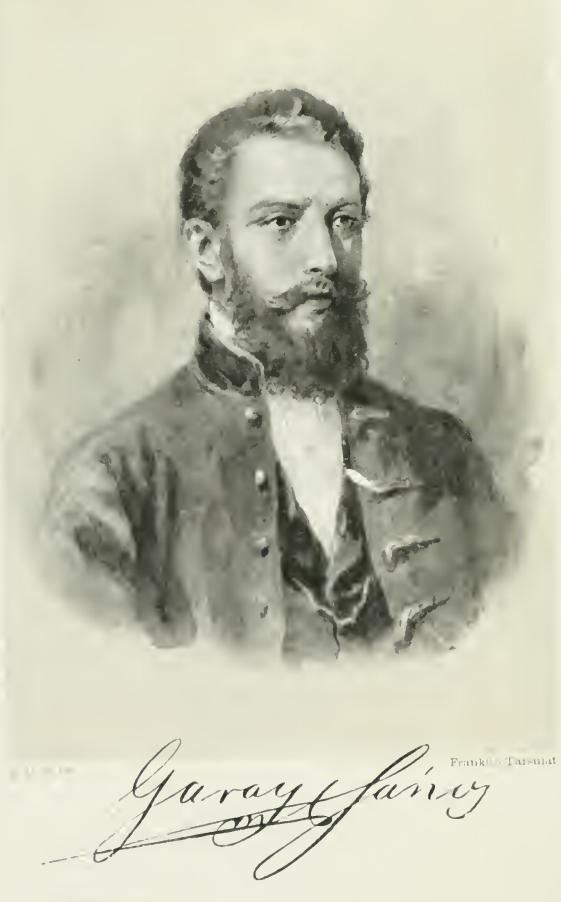
Portréja és kézjegye

- Tiszteletoltára, melyet nagyméltóságú cziráki és dienesfalvi gróf Cziráky Antal úrnak, Magyarország birájának… midőn a pesti királyi tudományok egyetemében kormány- s elölülőji-székébe iktatnék, emelt a tudományok ugyan azon egyetemében a bölcselkedést első eszt. tanuló magyar ifjúság. Pest, 1829.
- Csatár. Hőskölteményi rajzolat. Irta Garay Nepomuk. Pest, 1834.
- Árbócz. Szomorújáték 5 felv. egy előjátékkal. Pest. 1837. (Magyar történeti Szinművek II. k.)
- Bátori Erzsébet, eredeti tört. dráma 5 felv. Buda. 1840. (Színműtár I. 10. füz.)
- Kliegl könyv, 1-2.; szerk. Garay János; Landerer-Heckenast, Pest, 1842
- Magyar és német beszélgetések kézikönyve, vagy is gyakorlati útmutatás e két nyelven a társalkodási-, ipar és közélet legkülönneműbb viszonyaiban helyes és ügyes kifejezésre. Pest, 1840. (Német czímmel is. 2.-ik kiadás. Bővítve a társaséletben leggyakrabban előforduló szavak és szólásmódok gyűjteményével, nemkülömben a legszokottabb magyar és német saját szójárásokkal és egy magyar–német olvasókönyvvel. Pest, 1842. 3. kiadás, 1847., 4. és 5. jav. és bőv. kiadás, közrebocsátá Toepler Teophil Eduard, 1855., 6. jav. és megbőv. k. 1860. Pest, 10. k. 1882. Bpest, 11. k. 1887. 12. k. 1894. Bpest.)
- Garay János versei. Buda, 1843. (A Magyar Tudományos Akadémia 1844. dec. 24-ei nagygyűlésén 100 arannyal jutalmazta).
- Csapó Dániel. Hely n., 1844. (Gyászköltemény.)
- Frangepán Kristófné. Költői beszély. Pest, 1846. Online
- Tollrajzok. Pest, 1846. Három kötet. (I. Novellák, népmondák és legendák. II. Genreképek, elmefuttatások és komolycsák. III. Tájrajzok és uti képek).
- Szegszárdi bordal. Viszontlátás Szegszárdon. Pest, 4rét két levél. (1846-ban az első a Pesti Divatlapban jelent meg, melyhez Thern Károly irt zenét, a másik ugyanakkor az Életképekben).

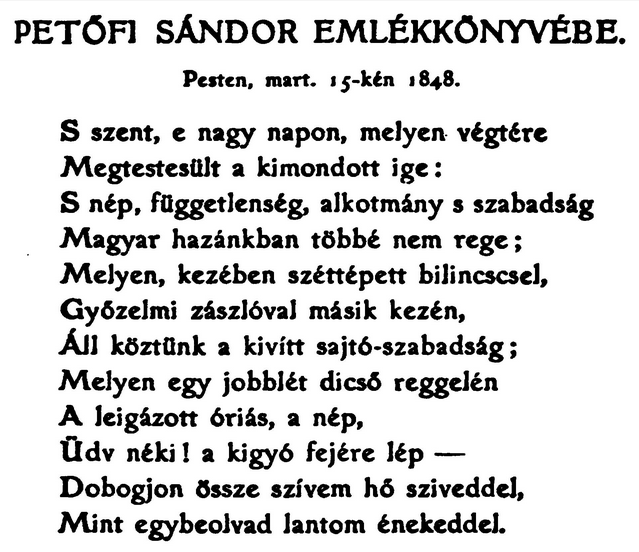
Petőfihez írott verse (1848. márc. 15.)

- Emlény Földi János sírhalmának ákászültetésseli megtiszteltetésére a hadházi sírkertben tavaszhó 6. 1847. A pesti természetbarátok nevében. Hely n.
- Az Árpádok. Történeti balladák- s mondákban. Hely n., 1847. (2. kiadás hely n., 1848.)
- Ujabb versei 1843–1847. Kiadta a magyar irodalomterjesztő társulat. hely n. 1848.)
- Balatoni kagylók. Költeményfűzér. Budapest, 1848.
- Szent László. Történeti költemény Eger, 1851–52. Két kötet. 2. kiadás. Pest, 1854. 4rét és Pest 1865. (Magyar Remekírók. 11. 12.)
- Johann Garay: Dichtungen; ford. Kertbeny Károly; Számvald, Pest, 1854
- Összes költeményei. Baráti megbizásból kiadta Ney Ferencz. Pest, 1854. arczk. (2. teljes kiadás. Pest, 1860. arck. 4rét. (Előszóval és életrajzzal Neytől).
- Magyar hölgy. Pest, 1860
- Garay János Összes költeményei; 2. teljes kiad.; Lauffer-Stolp, Pest, 1862
- Nádor-emlék. Horváth Mihály: József cs. k. főherczeg Magyarország félszázados nádorának élete / Garay János: Pályaképek főherczeg József nádor életéből; Heckenast, Pest, 1865
- Magyar és német beszélgetések kézikönyve vagyis gyakorlati útmutatás e két nyelvben a társalgási és közélet legkülönneműbb viszonyaiban helyes és ügyes kifejezésre; szerk. Garay János; 7. jav., megbőv. kiad.; Heckenast, Pest, 1868
- István főherczeg körútja. G. J. hátrahagyott költeménye. Bpest, 1874. (Toldy Ferencz bevezetésével. Különnyomat a Kisfaludy-Társaság Évlapjai IX. kötetéből.)
- Garay János összes munkái. Teljes kiadás. Sajtó alá rendezte, jegyzetekkel és életrajzzal kisérte Ferenczy József. Bpest, 1886-87. Öt kötet arcz. (Ism. Nemzet 1887. 311. sz.)
- Az obsitos vitéz. Bpest, (1888. Históriák, Nóták 72.)
- Regék Mátyás királyról. Bpest, 1869. (Hist., N. 91.)
- Garay János: Az obsitos vitéz. Mulatságos elbeszélés; Méhner, Bp., 1888 (Históriák, nóták)
- Garay János: A falu kovácsa; Méhner, Bp., 1888 (Históriák, nóták)
- Versek. Kiad. Garay Antal Garay János szobor leleplezése ünnepének emlékére Szegzárdon; Újfalusy Ny., Szegzárd, 1898
- A honfoglaló magyarok; Méhner, Bp., 190? (Jó könyvek)
- Garay János munkái; vál., kiad., bev. Ferenczi Zoltán; Franklin, Bp., 1902 (Magyar remekírók)
- Garay János válogatott versei a nép számára; egybeszedte Szabó Endre; Franklin, Bp., 1903
- Garay János válogatott költeményei; vál. Gaál Mózes; Lampel, Bp., 1904 (Kis könyvtár)
- Garay János válogatott költeményei; bev. Angyal Dávid; Lampel, Bp., 1904 (Remekírók képes könyvtára)
- Garay János balladái és életképei; Franklin, Bp., 1904 (Olcsó könyvtár)
- Garay János munkái. Költemények; bev. Sajó Sándor; Franklin, Bp., 1928 (Élő könyvek. Magyar klasszikusok)
- Garay János válogatott munkái; összeáll., előszó Kozocsa Sándor; Magyar Népművelők Társasága, Bp., 1943 (Magyar klasszikusok)
- Háry János ébresztése / Komáromi József Sándor: Perújítás / Garay János: Az obsitos. Verses elbeszélés; Testvériség-Egység, Noviszád, 1950
- Garay János válogatott művei; sajtó alá rend., bev. Kovács Antal; Tolna megyei Tanács, Szekszárd, 1956 (A Szekszárdi Megyei könyvtár kiadványa)
- Az obsitos; utószó Czibor János; Ifjúsági, Bp., 1956
- Az obsitos; Kriterion, Bukarest, 1970
- Háry János kalandozásai Nagyabonytul a Burgváráig; szöveg Paulini Béla, Harsányi Zsolt, utószó Till Géza, zene Kodály Zoltán; ill. Kass János; Zeneműkiadó, Bp., 1982 [a daljáték szövegkönyve Garay János: Az obsitos c. verse nyomán]
- Garay János levelei. Válogatás a költő családi levelezéséből; bev., vál., szerk. Sipter Gézáné; Szekszárdi Ny., Szekszárd, 1984
- Háry János. Az obsitos; Garay János költeménye alapján átdolg. Zsolnai Margit; Aranyhal, Bp., 2001 (A világirodalom klasszikusai gyerekeknek)
- Az obsitos. Háry János kalandjai; szerk. Lövétei Lázár László; Hargita, Csíkszereda, 2006
- Az obsitos; Filum, Bp., 2006
- Csire Gabriella: Vitéz Háry János. Garay János Az obsitos című elbeszélő költeménye nyomán; Erdélyi Gondolat, Székelyudvarhely, 2009 (Erdélyi Gondolat gyermekkönyvtár)
- Viszontlátás Szegszárdon. Dalok Garay János verseire; Mikola Péter dallamaival; Mikola Stúdió, Szekszárd, 2012
- Háry János. Garay János Az obsitos c. költeménye, Kodály Zoltán hangjátéka, Paulini Béla, Harsányi Zsolt szövegkönyve alapján írta Tarbay Ede; Holnap, Bp., 2015
- Zalán Tibor: Háry. A rettentő magyar vitéz; Garay János motívumainak felhasználásával; Pagony, Bp., 2017

Szerkesztette és kiadta a Hajnal c. zsebkönyvet (1837- és 1838-ra), Landerer naptárát a Honi Vezért 1839–41-re, az Emlényt 1841–43-ra, a Kliegl Könyv két kötetét 1842-ben. Ugyanezen évben indította meg a Regélő Pesti Divatlapot (melynek szépirodalmi részét augusztus közepéig Erdélyi János szerkesztette, a tárcát Garay), 1844 június végén búcsúzott el közönségétől, midőn Vahot Imre vette át tőle a szerkesztést és Pesti Divatlap címen folytatta.
Garay műveinek és munkáinak teljes listája a Szerző:Garay_János oldalon található meg

## Emlékezete
- A tudományos akadémián 1854. május 8-án Tóth Lőrinc tartott fölötte emlékbeszédet.
- Díszes, piramis alakú sírkő jelöli a helyet a budapesti Kerepesi temetőben, hol porai nyugszanak.
- Tengelicen a Csapó-féle birtokon kőtáblába vannak vésve Tengelic című versének kezdő sorai.
- Fóton emléktábla jelöli azt a házat, ahol Garay Pest bombázása alatt és 1851-ben tartózkodott.
- 1881. szeptember 4-én Szekszárdon emléktáblával jelölték meg szülőházát, felvésve rá Szász Károlynak a költőre vonatkozó verseit.
- Szobra Szekszárdon áll. (Szárnovszky Ferenc alkotása).[3]
- Emlékét utca őrzi Pécsen,[4] Békéscsabán, Makón, ahol 1900-ban nevezték át a korábbi Bódog utcát Garay térré.[5]